# Necropolítica
El terme necropolítica és un concepte filosòfic que fa referència a l'ús del poder social i polític per a dictar com algunes persones poden viure i com algunes han de morir, és a dir, en la distribució desigual de l'oportunitat de viure i de morir en el sistema capitalista actual.

## Visió general
El filòsof camerunès Achille Mbembe, autor d'On the Postcolony (2001), va proposar el terme necropolítica en l'assaig Necropolitics, aparegut l'any 2003 en la revista americana Public Culture. L'any 2006, la revista Raisons Politiques va publicar la versió en francès. Posteriorment, en 2019 va publicar el llibre Necropolitics. La necropolítica es relaciona sovint amb «biopoder», el concepte creat pel filòsof Michel Foucault per a referir-se a l'ús del poder social i polític per a controlar i disciplinar la vida de les persones.

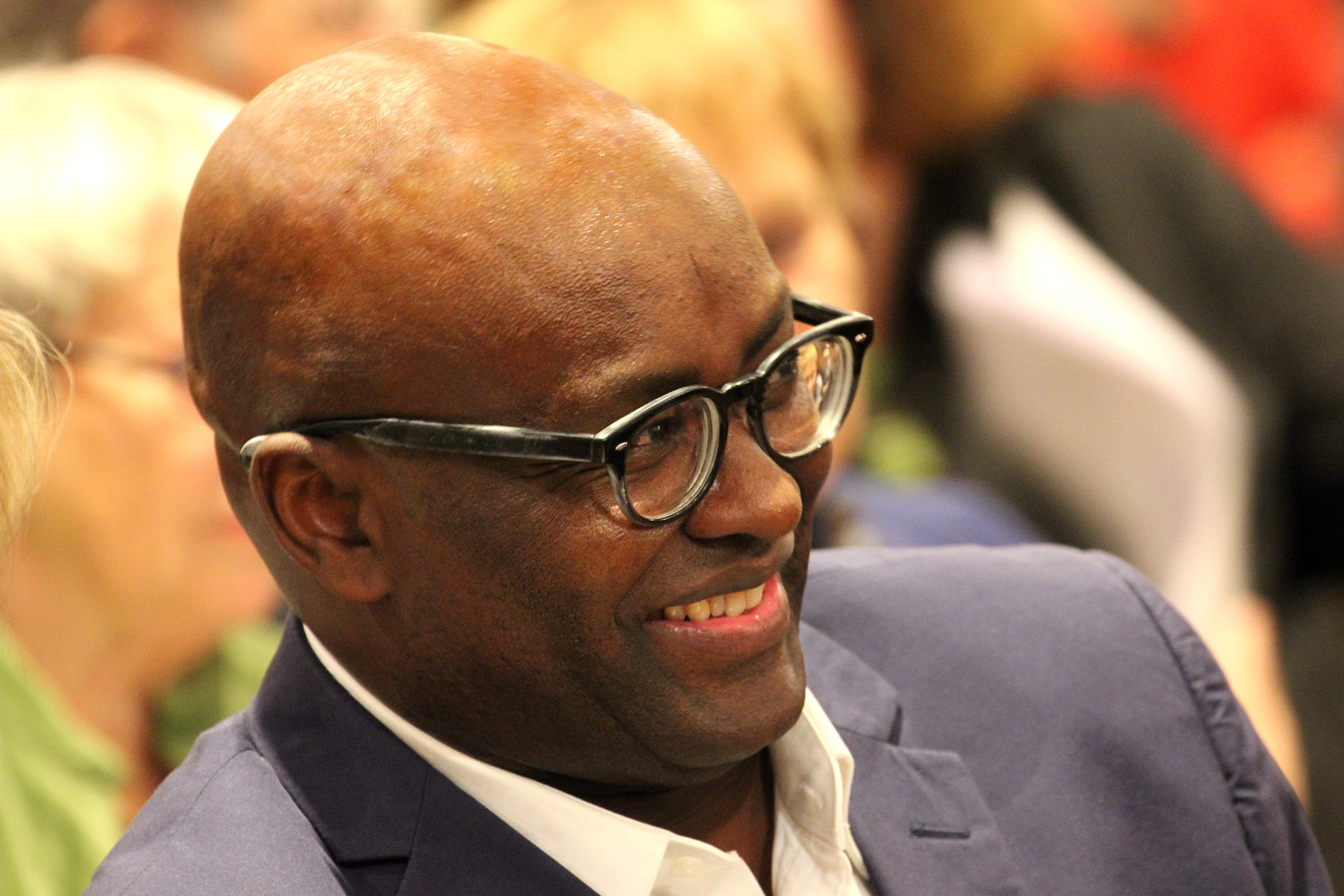
Achille Mbembe el 2015

Mbembe entén que la necropolítica és més que el dret a matar (droit de glaive), és també el dret a exposar altres persones (inclosa la pròpia ciutadania d'un país) a la mort. La seva visió de la necropolítica també inclou el dret a imposar la mort social o civil, el dret a esclavitzar els altres i diferents formes de violència política. La necropolítica és una teoria dels «morts vivents», és a dir, una forma d'analitzar com «les formes contemporànies de subjugació de la vida al poder de la mort obliguen alguns cossos a romandre en un estat entre la vida i la mort», com succeïx en les fronteres d'Europa amb els milers d'africans morts ofegats al mar Mediterrani i amb les persones sense refugi, com també en moltes llars amb persones majors soles. Mbembe utilitza els exemples de l'esclavitud, l'apartheid, la colonització de Palestina i la figura del terrorista suïcida, per a mostrar com diferents formes de «necropoder» sobre el cos (estatista, racialitzat, estat d'excepció, urgència, martiri) redueixen les persones a condicions de vida precàries.
Si a l'època colonial la violència s'utilitzava per aconseguir més rendibilitat, a la postcolonial ha esdevingut un fi per ella mateixa. Segons Mbembe, la sobirania no se situa a l'interior de les fronteres de l'estat nació o de les institucions internacionals, sinó en el poder de decidir qui pot viure i qui ha de morir seguint criteris estrictament econòmics. Fer morir o deixar viure són els límits de la sobirania. Les guerres depenen d'empreses privades en connivència amb els estats o no. Ja no es tracta de conquerir territoris ni sotmetre poblacions, sinó d'obtenir beneficis immediats i recursos estratègics, com més millor. Aquesta evolució del sistema que va batejar com a «necropolítica», redueix els éssers humans a mercaderia per a intercanviar o llençar a les escombraries segons els interessos del mercat.

## Utilitat del concepte

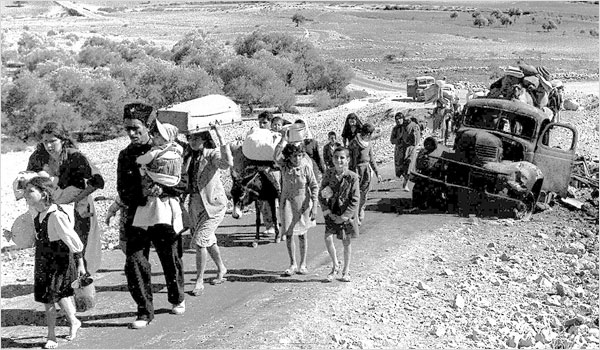
Refugiats palestins durant la Nakba

El concepte de necropolítica va ser introduït en el món acadèmic en treballs sociològics o filosòfics que tenen com a tema la política o els estudis postcolonials. Alguns autors utilitzen el concepte per analitzar la democràcia, el terrorisme i l'economia, o l'auge de l'extrema dreta a Europa amb la idea que «la solució als problemes socials i econòmics vindrà de l'aplicació de tècniques d'exclusió i mort contra part de la població».
El sociòleg mexicà José Manuel Valenzuela va usar el concepte per a una discussió sobre biopolítica, juvenicidi i narcocultura a l'Amèrica Llatina. A més, el concepte va aparèixer en la sèrie de televisió estatunidenca Queen sugar d'Oprah Winfrey i Ava DuVernay en l'episodi 3 de la segona temporada, en el qual es produeix un debat sobre qüestions polítiques relacionades amb el racisme i la política d'empresonament massiu d'homes negres als Estats Units d'Amèrica.
La pensadora Jasbir Puar va encunyar el terme «necropolítica queer» per analitzar la indignació queer en relació amb els atacs a persones homosexuals posteriors als atemptats de l'11 de setembre de 2001 i la complicitat queer amb la islamofòbia. Sovint s'empra la «necropolítica queer» de Puar en conjunció amb el concepte de Judith Butler de «vida precària».